# Öblarn
Öblarn är en ort och kommun i  distriktet Liezen i förbundslandet Steiermark i Österrike. Kommunen utökades den 1 januari 2015 då kommunen Niederöblarn införlivades.
Kommunen består av sex orter (Ortschaften) (inom parentes invånarantal 1 januari 2024):
- Gritschenberg (88)
- Moosberg auch Sonnberg (28)
- Niederöblarn (436)
- Sonnberg (351)
- Straßerberg (11)
- Öblarn (1 001)